# 村尾和俊
村尾 和俊（むらお かずとし、1952年10月21日 - ）は、日本の実業家。

## 経歴
兵庫県出身。1976年に京都大学法学部を卒業し、日本電信電話公社に入社。西日本電信電話京都支店長、経営企画部長などを歴任し、2009年には副社長に就任した。2012年から社長に就任。関西経済同友会代表幹事と関西経済連合会理事も務めている。